# The Legend of Zelda: Link’s Awakening
The Legend of Zelda: Link’s Awakening (etwa: Die Legende von Zelda: Links Erwachen; jap. ゼルダの伝説 夢をみる島, Zeruda no Densetsu: Yume o Miru Shima, etwa: Die Legende von Zelda: Die erträumte Insel; kurz: TLoZ: LA) ist ein Videospiel des Action-Adventure-Genres, das der japanische Spielekonsolenhersteller Nintendo 1993 für den Game Boy veröffentlichte. Es ist der vierte Teil der The-Legend-of-Zelda-Reihe sowie das erste für eine Handheld-Konsole erschienene Spiel der Serie. Link’s Awakening wurde unter der Leitung des Zelda-Mitbegründers Takashi Tezuka von einem Team des Studios Nintendo Entertainment Analysis & Development entwickelt.
Das Spielprinzip baut auf dem des Serienvorgängers A Link to the Past (SNES, 1991) auf. Aus der Vogelperspektive übernimmt der Spieler die Rolle des Protagonisten Link, der nach einem Schiffbruch auf der fiktiven Insel Cocolint gestrandet ist. Auf dieser gilt es, Landschaften zu erkunden, Kämpfe zu bestreiten und Rätsel zu lösen. Das Ziel des Spiels besteht darin, ein als Windfisch bekanntes Wesen aufzuwecken, um Cocolint wieder verlassen zu können.
Die überwiegend positiven Kritiken der Fachpresse zu Link’s Awakening lobten insbesondere den Umfang und die technische Umsetzung des Titels angesichts der leistungsschwachen Game-Boy-Hardware. Mit etwa vier Millionen verkauften Einheiten erwies sich das Spiel als kommerziell erfolgreich. 1998 brachte Nintendo eine kolorierte Neuauflage für den Game Boy Color auf den Markt, die der Hersteller 2011 als Download für den Nintendo 3DS wiederveröffentlichte. Link’s Awakening gilt innerhalb der Zelda-Reihe im Hinblick auf die Handlung, deren Erzählweise und Atmosphäre sowie das Spielprinzip als wegweisend.
Im Februar 2019 wurde in einer Nintendo Direct eine HD-Neuauflage des Spiels für die Konsole Nintendo Switch angekündigt, die am 20. September desselben Jahres veröffentlicht wurde.

## Spielbeschreibung

### Handlung
Der Protagonist Link unternimmt eine Trainingsreise, die ihn über das Meer führt. Als er nach monatelanger Reise zurück zum Königreich Hyrule segelt, gerät er in ein Unwetter und erleidet Schiffbruch. Am Strand der Insel Cocolint bewusstlos angespült, wird er von der Einheimischen Marin gefunden. Link möchte die Insel verlassen, um seine Reise fortsetzen zu können; die Einwohner jedoch behaupten, dass es außerhalb der Insel nichts als Wasser gebe.
Während er am Strand von Cocolint nach seinem Schwert sucht, erfährt Link von einem sprechenden Uhu, dass er die Insel nur verlassen könne, indem er den Windfisch aus seinem Schlaf wecke. Dieses Wesen ruhe in einem Ei, welches sich auf der Spitze des höchsten Berges auf Cocolint befinde. Um den Windfisch zu erwecken, müsse Link die acht Instrumente der Sirenen finden, die in ganz Cocolint versteckt seien. Der Anweisung folgend, erkundet Link die Insel und freundet sich dabei mit einigen ihrer Bewohner an, darunter mit Marin. Außerdem dringt er in labyrinthartige Tempel vor, die je eines der acht von Monstern beschützten Instrumente beherbergen.
Im Verlaufe seines Abenteuers erfährt Link, dass Cocolint nicht real ist, sondern nur im Traum des Windfisches existiert. Würde er dieses Wesen erwecken, so könnte er zwar aus dieser Welt entkommen, würde gleichzeitig jedoch die Existenz der Insel und ihrer Bewohner beenden. Die Monster auf der Insel und in den Tempeln möchten das Ende ihrer Existenz und das der Insel abwenden und bekämpfen Link, damit dieser nicht an die Instrumente der Sirenen gelangt. Der sprechende Uhu, der Link auf seinem Abenteuer Ratschläge gibt, ist tatsächlich eine Manifestation des Bewusstseins des Windfisches.
Schließlich gelingt es Link, alle acht Instrumente zu bergen. Nachdem er anschließend vor dem Windfischei auf einer Okarina die ihm von Marin gelehrte Ballade des Windfisches gespielt hat, öffnet sich das Ei und der Held betritt es. Wie Link herausfindet, wird der Windfisch von Albträumen geplagt, die die physischen Formen von Bossgegnern früherer Zelda-Spiele annehmen, beispielsweise die von Ganon. Nachdem Link diese als Dethl bezeichneten Albträume im Kampf besiegt hat, spielt er erneut die Ballade des Windfisches. Daraufhin erwacht der Windfisch gemeinsam mit Link und die Insel löst sich samt ihren Einwohnern auf. Auf dem Wasser treibend, kommt Link wieder zu Bewusstsein und sieht den Windfisch hinfort fliegen. Anschließend setzt er seine Reise nach Hyrule fort.

### Spielprinzip

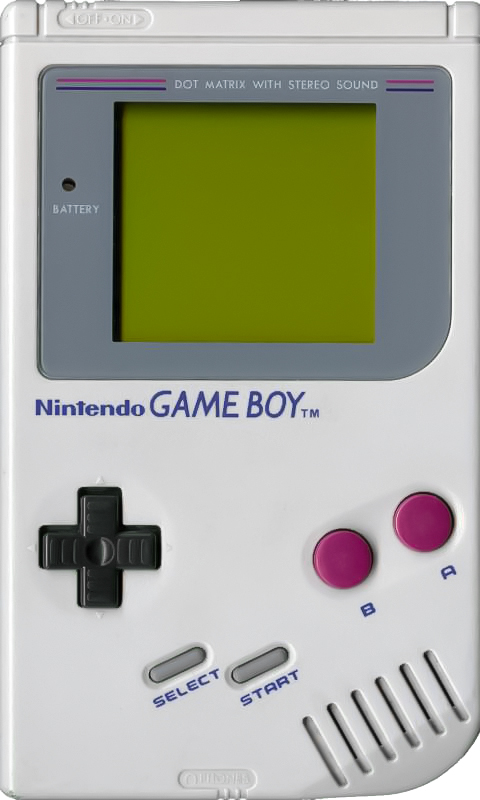
Link’s Awakening ist für die Game-Boy-Konsole konzipiert. Tasten der Konsole v. l. n. r.: Steuerkreuz, Select, Start, B und A

Link’s Awakening ist ein Spiel des Genres Action-Adventure, dessen Spielprinzip – eine Mischung aus Erkundungen, Kämpfen und Rätseln – sich an dem des Vorgängers A Link to the Past orientiert. Der Spieler steuert die Spielfigur Link aus der Third-Person-Perspektive mithilfe des Steuerkreuzes des Game Boy in horizontaler und vertikaler Richtung. Die Spielwelt ist in einzelne, bildschirmfüllende Bereiche unterteilt, die größtenteils aus der Vogelperspektive gezeigt werden; einige Untergrund-Abschnitte hingegen werden von der Seite dargestellt. Verlässt die Spielfigur den aktuellen Bildschirmausschnitt, so pausiert der Spielverlauf kurz und der nächste Bereich wird per Scrolling eingeblendet. Hardwarebedingt ist die Grafik des Spiels in Schwarz-Weiß gehalten und es gibt keine Sprachausgabe. Am unteren Teil des Bildschirms blendet das Spiel Informationen über die Ausrüstung, den Gesundheitszustand der Spielfigur und die Anzahl der eingesammelten Rubine ein.
Das Spiel startet im sogenannten „Mövendorf“ auf Cocolint. Zunächst ist die Spielfigur ausschließlich im Besitz von Schwert und Schild. Im Laufe des Spiels erhält sie weitere Gegenstände (Items) wie beispielsweise die Greifenfeder, mit der sie springen kann, oder das Kraftarmband, dank dessen schwere Gegenstände hochgehoben werden können. Diese Items ermöglichen spezielle Aktionen, die zum Betreten und Durchqueren weiterer Bereiche und Dungeons (im Spiel als „Tempel“ bezeichnet) auf Cocolint vonnöten sind. Die Items kann der Spieler frei der A- oder B-Taste des Game Boy zuordnen; Erstgenannte dient ferner kontextsensitiv dazu, Charaktere anzusprechen, Schilder zu lesen und weitere Interaktionen auszuführen. Für manche Aktionen im Spiel müssen zwei Items gleichzeitig verwendet werden.
Links Gesundheitszustand wird durch Lebenspunkte visualisiert, im Spiel als „Herzcontainer“ bezeichnet. Verletzen Gegner die Spielfigur oder stürzt sie in Abgründe oder Lava, geht die Herzanzeige entsprechend zurück, und sobald sämtliche Herzen aufgebraucht sind, endet der Spielversuch und das Spiel startet am zuletzt betretenen Eingang neu. Durch Herzen, die der Spieler durch das Besiegen von Gegnern oder das Schneiden von Gras erhalten kann, bessert sich die Gesundheit der Spielfigur wieder. Im Verlaufe des Spiels kann der Spieler zusätzliche Herzcontainer einsammeln, außerdem sind in der Spielwelt Herzteile versteckt, von denen je vier einen zusätzlichen Herzcontainer freischalten.
Das Ziel von Link’s Awakening besteht darin, die acht Dungeons in einer festgelegten Reihenfolge aufzuspüren, zu betreten, zu erforschen und deren jeweilige Bossgegner zu besiegen. Dabei wird der Spieler mit Rätseln und Gegnern konfrontiert. Sobald er die Dungeonkarte einsammelt, steht ihm eine schematische Übersicht über das jeweilige Labyrinth zur Verfügung. Außerdem kann der Spieler in den Besitz eines Kompasses gelangen, der die Aufenthaltsorte weiterer Schätze in einem Dungeon auf der Karte markiert und ein akustisches Signal erzeugt, wenn der Spieler einen Raum mit einem Schlüssel, der eine bisher verschlossene Tür des Labyrinths öffnen kann, betritt. Ein weiterer in Dungeons erhältlicher Gegenstand ist der Schnabel einer Eulenstatue, durch den die dazugehörigen Statuen aktiviert werden, die dem Spieler Hinweise zur Lösung eines Rätsels geben. Neben Rubinen, die im Spiel als Währung dienen, befinden sich in sowohl in Tempeln als auch in der Oberwelt verteilten Schatztruhen häufig Schlüssel, mit denen weitere Räume des Dungeons geöffnet werden können. Erreicht die Spielfigur den Aufenthaltsort eines Dungeon-Bossgegners und besiegt diesen im Kampf, so erhält sie einen zusätzlichen Herzcontainer sowie eines der Instrumente der Sirenen und hat den Dungeon gemeistert. Nachdem sämtliche Labyrinthe bewältigt wurden, schaltet der Spieler den Kampf gegen den Endgegner des Spiels frei. Sobald dieser besiegt wurde, endet das Spiel.

## Entstehungsgeschichte

### Entwicklung
Da das Studio Nintendo Entertainment Analysis & Development (EAD) bis dato noch kein Spiel für den Game Boy entwickelt hatte und Kazuaki Morita, ein Mitarbeiter des mit der EAD kollaborierenden Unternehmens Systems Research & Development (SRD) und einer der Hauptprogrammierer der vorherigen Zelda-Teile, ihr Potenzial ermitteln und sich mit ihrer Architektur vertraut machen wollte, experimentierte er nach der Vollendung von A Link to the Past Ende 1991 mit der einzigen im Studio vorhandenen Game-Boy-Entwicklerkonsole. Als die Resultate die Erwartungen des Zelda-Teams übertrafen, entschied es sich, ein Zelda-Spiel für den Game Boy zu entwickeln und die durch diese Experimente gesammelte Erfahrung darin einfließen zu lassen. So schlossen sich Morita einige weitere Nintendo-Entwickler an. Zunächst war das Projekt noch inoffiziell; das Team erarbeitete es nach Abschluss der vorgeschriebenen Arbeitszeiten. Die Atmosphäre während dieser frühen Phase verglichen die Entwickler 2009 rückblickend mit einem Workshop. Schließlich beantragte der Zelda-Mitbegründer Takashi Tezuka 1991 offiziell die Entwicklung eines Zelda-Spieles für den Game Boy, wozu das Team eine zweite Entwicklerkonsole erhielt. Ursprünglich planten Tezuka und seine Mitentwickler eine Game-Boy-Umsetzung von A Link to the Past.
Die Entwicklungsphase von Link’s Awakening dauerte anderthalb Jahre an. Tezuka zufolge ging sie ohne Umwege vonstatten und bereitete dem Entwicklerteam Spaß. Im Abspann werden 13 beteiligte Entwickler genannt. Tezuka leitete als Director sämtliche Aspekte der Spielentwicklung, die Morita und ein weiterer SRD-Programmierer realisierten. Yōichi Kotabe fungierte als Illustrator. Die Mitarbeit des im Projekt als Produzent involvierten Zelda-Schöpfers und EAD-Managers Shigeru Miyamoto beschränkte sich auf Spieltestläufe und darauf basierende Rückmeldungen.
Eine im 2011 erschienenen Buch Hyrule Historia erstmals veröffentlichte Design-Skizze zum Spiel visualisiert einen geplanten Bosskampf, den zwei Spielfiguren gemeinsam bestreiten. In Kombination mit einer handschriftlichen Notiz neben der Skizze schlossen Websites wie Destructoid daraus, dass die Entwickler für Link’s Awakening einen Koop-Modus für zwei Spieler planten, den sie später verwarfen.

### Handlung und Szenario

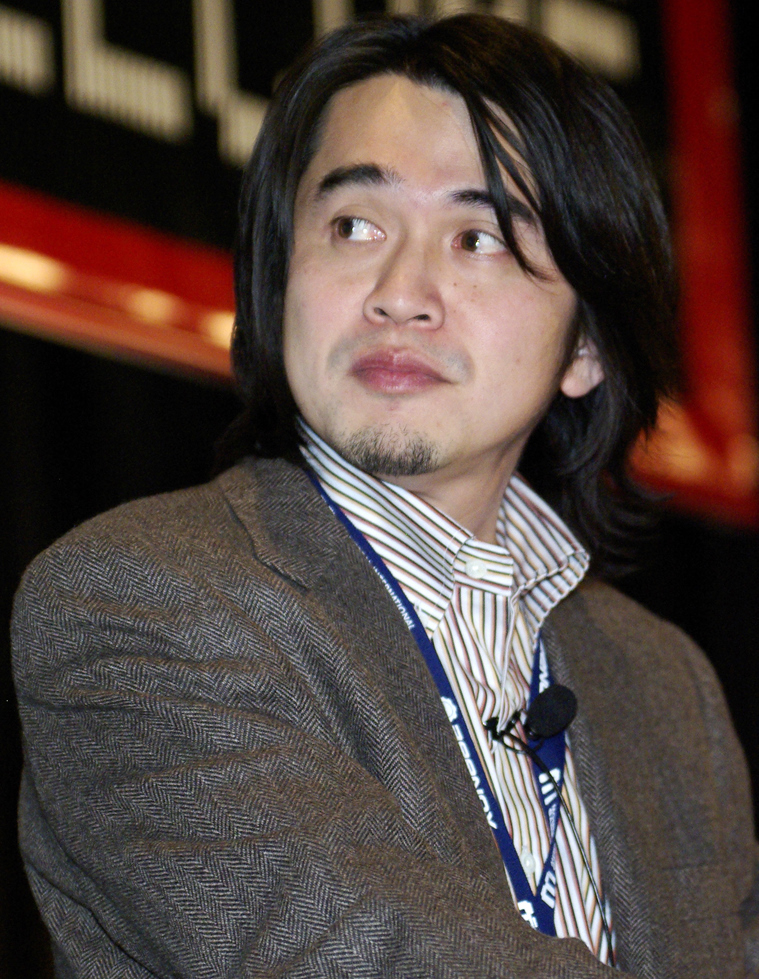
Yoshiaki Koizumi
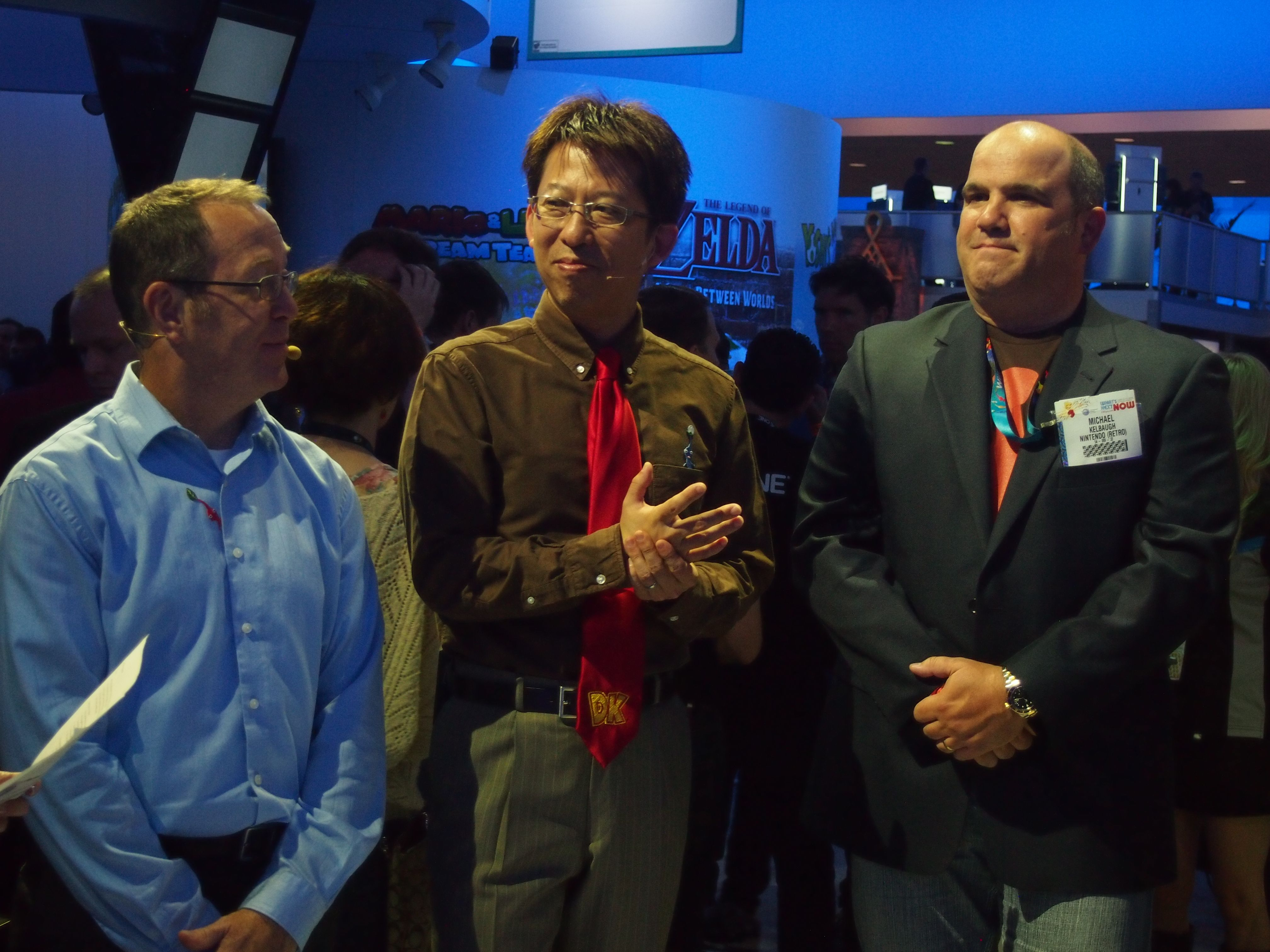
Kensuke Tanabe (Mitte)

Tezuka, der nach der Entwicklung von A Link to the Past ein kleineres Spiel plante, machte einige Vorgaben für die zu erarbeitende Handlung des neuen Projektes. Es sollte auf zentrale Elemente der zuvor erschienenen The-Legend-of-Zelda-Spiele verzichtet werden, beispielsweise auf die gleichnamige Prinzessin, das magische Triforce oder das Königreich Hyrule als Spielwelt. Außerdem beabsichtigte Tezuka, dass die Handlung und die Atmosphäre seines Spiels Einflüsse von der damals populären US-amerikanischen Mystery-, Kriminal- und Horror-Fernsehserie Twin Peaks aufweist. So wurden die Charaktere in Link’s Awakening „suspekt“ angelegt und die Handlung sollte „von ihrem Umfang her zwar leicht verständlich [sein], sich aber doch durch tiefgehende und markante Charaktere [auszeichnen]“.
Kensuke Tanabe, der den Arbeiten an Link’s Awakening relativ früh zustieß, verfasste Grundzüge der Spielhandlung und brachte seine seit der Entwicklung von A Link to the Past bestehende Idee eines auf der Spitze des Berges einer Insel ruhenden Eis ein. Außerdem erdachte er sich viele der Charaktere und verfasste – abgesehen von denen des Windfisches und der Eule – sämtliche Dialoge des Spiels. Später heuerte das Team Yoshiaki Koizumi an, der bereits an der Handlung von A Link to the Past mitgewirkt hatte. Von Koizumi stammt die Haupthandlung von Link’s Awakening.
In Link’s Awakening finden sich Cameo-Auftritte von Charakteren aus anderen Nintendo-Spielen wie Figuren aus der Super-Mario-Reihe oder Kirby aus der gleichnamigen Reihe. In einem Interview rechtfertigte Tezuka die Aufnahme solcher Cameo-Auftritten mit der freien Atmosphäre zu Beginn der Projektentwicklung, deren Einfluss im finalen Produkt spürbar sei. Da dies zu einer Spielatmosphäre führte, die es in vorherigen Zelda-Spielen nicht gab, habe sich die Entwicklung angefühlt, als entwickle man eine Zelda-Parodie.

### Musik
Der Soundtrack von Link’s Awakening entstammt der Feder der Nintendo-Komponisten Kozue Ishikawa und Minako Hamano, die beide mit dem Spiel ihr Komponisten-Debüt gaben. Für die Soundeffekte und die Tonprogrammierung war Kazumi Totaka zuständig. Ein als „Totaka’s Song“ bezeichnetes Stück, das Totaka als Easter Egg in fast allen Spielen mit seiner Beteiligung einbaute, befindet sich auch in Link’s Awakening.
Im Rahmen der 2012 weltweit stattgefundenen Konzerttournee The Legend of Zelda: Symphony of the Goddesses wurde unter anderem ein Orchester-Arrangement der Ballade des Windfisches aus Link’s Awakening gespielt.

### Veröffentlichung und Verkaufszahlen
Das zunächst als Zelda IV betitelte Spiel sollte ursprünglich in Nordamerika im Frühjahr 1993 herausgebracht werden. In Japan kam es am 6. Juni 1993 unter dem Titel ゼルダの伝説 夢をみる島, Zeruda no Densetsu: Yume o Miru Shima heraus, übersetzt etwa: Die Legende von Zelda: Die erträumte Insel. Nintendo veröffentlichte das Spiel im August 1993 in Nordamerika und im November desselben Jahres in Europa.
Es erschien somit ungefähr vier Jahre nach der Markteinführung des Game Boy und ist, abgesehen von einem 1989 als Game & Watch erschienenen Ableger, das erste Zelda-Spiel für einen Handheld. Link’s Awakening befindet sich auf einem Game-Boy-Modul, dessen ROM eine Speicherkapazität von 4 Megabit aufweist. Die englische Übersetzung der Spieltexte fertigte Daniel Owsen an; die für den deutschen Markt bestimmte Fassung übersetzte der damalige Chefredakteur der Zeitschrift Club Nintendo, Claude M. Moyse.
2004 bestätigte Eiji Aonuma, der spätere Produzent von The Legend of Zelda, dass die Game-Boy-Version von Link’s Awakening weltweit 3,83 Millionen Mal verkauft wurde. Nach Angaben von Enterbrain setzte Nintendo davon etwa eine halbe Million Einheiten in Japan ab.

## Neuauflagen

### The Legend of Zelda: Link’s Awakening DX
Für den Game Boy Color (GBC) entwickelte die Nintendo-Abteilung Research & Development 2 (R&D2) in Kooperation mit der EAD eine kolorierte Neuauflage unter dem Titel The Legend of Zelda: Link’s Awakening DX. Das Spiel, das auch auf dem Game Boy spielbar ist, erschien in Japan am 12. Dezember 1998, in Nordamerika im selben Monat und in Europa am 1. Januar 1999.

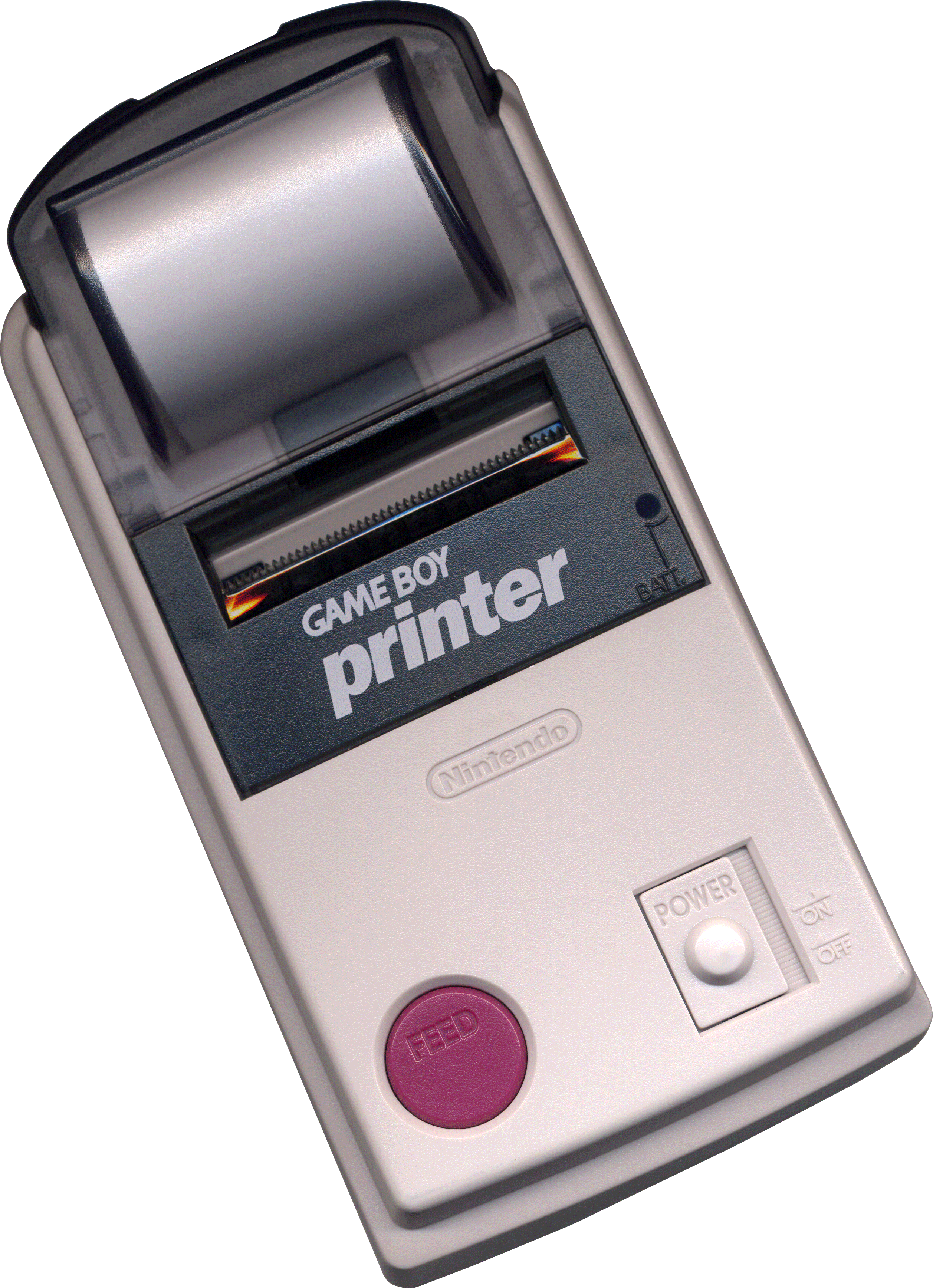
Die Neuauflage Link’s Awakening DX wurde unter anderem durch Kompatibilität mit dem Game Boy Printer ergänzt.

Link’s Awakening DX beinhaltet einen zusätzlichen Dungeon, der auf Farbrätseln basiert und nur auf dem Game Boy Color freizuschalten ist. Außerdem fügten die Entwickler in der DX-Version einen Fotoladen hinzu. Im Spiel wird die Hauptfigur an bestimmten Stellen abgelichtet und die entstandenen Fotos kann der Spieler später betrachten und über die Zusatzperipherie Game Boy Printer auch ausdrucken. Im Vergleich zur deutschen Version von Link’s Awakening wurden in der Neuauflage für die deutsche Ausgabe Dialoge mit sexuellen Anspielungen durch harmlose Varianten ersetzt. Zudem übernahm man auch in Europa die Änderungen an der amerikanischen Version. So wurde im Vergleich zur japanischen Version das verlorene Bikini-Oberteil einer Meerjungfrau durch eine Perlenkette ersetzt und ein nur leicht bekleideter Charakter abgeändert.
Der IGN-Autor Adam Cleveland lobte 1999 die Kolorierung, den zusätzlichen Dungeon und die Drucker-Kompatibilität der Neuauflage. Peer Schneider bezeichnete sie 2002 als sogenannten Killerapplikation, die die Absatzzahlen des Game Boy Color stärken könne. Weltweit verkaufte sich die Neuauflage 2,22 Millionen Mal, 300.000 Mal davon in Japan.

### Wiederveröffentlichung
1996 brachte Nintendo Link’s Awakening im Rahmen des „Player’s-Choice“-Labels in Nordamerika bzw. in Europa als Teil der „Nintendo-Selects“-Reihe zu einem günstigeren Preis erneut auf den Markt.
2011 wiederveröffentlichte Nintendo Link’s Awakening DX als herunterladbaren Virtual-Console-Titel im eShop der Handheldkonsole Nintendo 3DS. In Nordamerika erschien die Portierung am 7. Juni 2011, in Europa, Japan und Australien am folgenden Tag. Da der Bildschirm des 3DS eine höhere Auflösung bietet als der des Game Boy, wird die Bildausgabe der 3DS-Umsetzung skaliert; optional kann Link’s Awakening DX auch in der Originalauflösung gespielt werden. Zudem stehen auf dem 3DS zusätzliche Funktionen wie das übergreifende Sichern des Spielstandes zur Verfügung.
Wie das Marktforschungsunternehmen Forecasting & Analyzing Digital Entertainment 2012 schätzte, wurde die Downloadwiederveröffentlichung von Link’s Awakening DX 2011 etwa 338.700 Mal heruntergeladen und generierte für Nintendo einen Umsatz von circa 2,3 Millionen US-$. Demnach handelte es sich um das erfolgreichste Spiel des Jahres 2011 im eShop des 3DS.

### Neuauflage für Nintendo Switch
Im Februar 2019 kündigte Nintendo eine HD-Neuauflage des Spiels auf Nintendo Switch an, welche von Grezzo entwickelt wurde. Das Spiel bietet eine neue Kamera, die dem Spieler nicht nur abschnittweise, sondern dynamisch durch die Spielwelt folgt und wurde am 20. September 2019 veröffentlicht.

## Rezeption

### Kritiken
Websites wie IGN oder Nintendo Life bezeichneten The Legend of Zelda: Link’s Awakening als bestes Spiel für den Game Boy und als eines der plattformübergreifend besten Spiele. Ferner gilt Link’s Awakening laut Publikationen wie der N-Zone als das beste Zelda-Spiel für einen Handheld.
Das deutsche Videospielmagazin Mega Fun lobte 1993 den Umfang, die Tiefe, den Schwierigkeitsgrad und die technische Umsetzung des Titels. Außerdem zeichne sich das Spiel durch eine neue Handlung und neue Spielelemente aus. Das Spiel biete „einwandfrei[e]“ Actionkost. Leicht kritisiert wurde, dass die Entwickler viele Elemente direkt aus dem Vorgängerspiel übernahmen.
Das britische Videospielmagazin Official Nintendo Magazine (ONM) bemerkte 2011 in einer Spielrezension, dass Link’s Awakening in Puncto Ablauf und Stil anderen Actionspielen mit Vogelperspektive stark ähnele, der Titel sich durch sein Setting jedoch abgrenzen könne. Die kompakte Spielwelt sorge trotz klischeehafter Orte wie einem Zauberwald oder einer Wüste für Spielspaß. Ferner zeichne sich Link’s Awakening durch seinen Humor aus. Der ONM-Redakteur Neil Long bezeichnete die Dungeons des Spiels als hochqualitativ und merkte an, dass der hohe Schwierigkeitsgrad des „gnadenlosen Dungeon-Designs“ ('unforgiving dungeon design') vom Spieler hohe Konzentration erfordere. Neil resümiert, dass „Link’s Awakening gleichzeitig brillant, veraltet, spaßig, frustrierend ist – aber niemals irgendetwas anderes als fantastisch unterhaltsam“ („Link’s Awakening is at once brilliant, archaic, funny, frustrating – but never, ever anything less than fantastically entertaining“).
Die Website Nintendo Life schrieb 2009 in einer Rezension zu Link’s Awakening, dass das Spielprinzip „brillant“ gestaltet sei und die Grafik trotz des kleinen und monochromen Game-Boy-Bildschirmes eindrucksvoll sei. In Bezug auf die Optik zeichne sich das Spiel durch viel Liebe zum Detail aus und der Soundtrack sei „legendär“. Nintendo Life urteilte, dass trotz der beschränkten Hardware die neu komponierten Stücke eingängig seien und die Remixes gut klängen. Dennoch reiche das Spiel in Hinblick auf den Ton nicht ganz an A Link to the Past heran. In einer 2011 publizierten Rezension der gleichen Website fand besonders der grafische Stil des Spiels sowie der Umfang der Spielwelt Lob; außerdem hob die Website die Gestaltung der Dungeons und den gleichmäßigen Anstieg des Schwierigkeitsgrades im Verlauf des Spiels hervor.
Die deutsche auf Nintendo spezialisierte Monatszeitschrift N-Zone lobte 2011 die „sympathischen Spielfiguren, [das] hervorragende Gameplay und [die] fordernden Tempel“ des Spiels. Der Umfang des Spiels, der dem des Vorgängers A Link to the Past in nichts nachstehe, sei angesichts der schwachen Game-Boy-Hardware beachtlich.
Carolyn Petit von der englischen Website GameSpot zufolge zeichne sich Link’s Awakening durch einen Eindruck von „Verspieltheit und Experimentierfreude“ ('playfulness and experimentation') aus. Die Autorin erklärt sich dies mit dem Ursprung des Spiels als ungenehmigtes Seitenprojekt. Es entstehe zwar der Eindruck, dass es sich nicht um ein typisches Zelda-Spiel handle, dennoch weise der Titel alle Elemente auf, die die Reihe auszeichnen: „lohnende Erkundung, herausfordernde Dungeons und das aufregende Gefühl, ein archetypischer Held der Legende auf einer archetypischen Mission zu sein“ ('rewarding exploration, challenging dungeons, and the thrilling sensation that you are an archetypal hero of legend on an archetypal quest'). Sie resümierte:

Link’s Awakening is surprising and wonderful in the way it combines these most traditional and defining elements of the [The] Legend of Zelda series with a sense of experimentation and whimsy. It’s beautiful in the way that it slowly peels back the curtain on the secret of its world and in the way that characters and elements of other Nintendo games often drift into this one. If Nintendo had a soul that was capable of dreaming, this is what its dreams might look like.

„Überraschend an Link’s Awakening ist, wie es in wunderbar experimentierfreudiger Art und Weise die vertrauten Bestandteile der Zelda-Reihe mit Albernheit verbindet, wie es nur zögerlich das seiner Spielwelt innewohnende Geheimnis preisgibt und wie es Figuren und Elemente anderer Nintendo-Spiele mit ins Geschehen einbezieht. Wenn Nintendo eine Seele hätte, die fähig zum Träumen wäre, so sähen die Träume wohl aus wie dieses Spiel.“

### Wertungsspiegel
Bei der Website GameRankings hält Link’s Awakening eine Durchschnittswertung von 89,82 %, basierend auf acht registrierten Wertungen. Es handelt sich laut der Website um das bestbewertete Game-Boy-Spiel. Die Neuauflage Link’s Awakening DX hat einen leicht höheren Wertungsdurchschnitt von 91,21 %, der aus zwölf Wertungen errechnet wurde.
Die folgende Tabelle bietet eine Übersicht an Wertungen, die Link’s Awakening erhalten hat. Die Spalte „Version“ gibt Auskunft darüber, welche der drei Versionen des Spiels bewertet wurden.
| Zeitschrift/Website        | Wertung | Datum         | Version          |
| -------------------------- | ------- | ------------- | ---------------- |
| Cubed3                     | 9/10    | 15. März 2006 | Original         |
| Cubed3                     | 9/10    | 28. Juni 2011 | Neuauflage       |
| GameSpot                   | 8,7/10  | 28. Jan. 2000 | Neuauflage       |
| IGN                        | 10/10   | 17. Sep. 1999 | Neuauflage       |
| IGN                        | 9,5/10  | 14. Juni 2011 | Neuauflage (3DS) |
| Mega Fun                   | 87 %    | 1. Jan. 1993  | Original         |
| Modojo                     | 5/5     | 1. Jan. 2011  | Neuauflage       |
| Nintendo Life              | 10/10   | 16. Aug. 2009 | Original         |
| Nintendo Life              | 10/10   | 14. Juni 2011 | Neuauflage       |
| Nintendo-Online            | 9/10    | 12. Juni 2011 | Neuauflage       |
| Nintendo Power             | 8,8/10  | 1. Jan. 1999  | Neuauflage       |
| N-Zone                     | 9/10    | 15. Juni 2011 | Neuauflage       |
| Official Nintendo Magazine | 91 %    | 22. Aug. 2011 | Neuauflage       |
| RPGamer                    | 8/10    |               | Original         |
| Total                      | 1 1     | 1. Dez. 1998  | Original         |

### Bestenlisten
In den folgenden Bestenlisten wurde Link’s Awakening platziert:
- The Greatest 200 Videogames of Their Time (1UP, 2006): Platz 173[53]
- The Top 25 Game Boy Games of All-Time (Game Informer, 1998): Platz 2[54]
- The 25 Best Game Boy Games Of All Time (Game Informer, 2011): Platz 3[54]
- IGN Top 100 Games 2007 (IGN, 2007): Platz 78[55]
- The Top 20 Games For Game Boy (Nintendo Power, 2008): Platz 2[56]
- The Top 285 Nintendo Games Of All Time (Nintendo Power, 2012): Platz 25[57]
- Best Zelda Games Ever! (Official Nintendo Magazine, 2010): Platz 5[58]

### Interpretation der Handlung
Tom Phillips schrieb 2011, dass die Charaktere aus Link’s Awakening aufgrund ihrer ausgeprägten Persönlichkeiten leicht ins Herz zu schließen seien. Die Handlung des Spiels sei so aufgebaut, dass der Spieler zunächst mit der Spielwelt und den in ihr lebenden Personen vertraut werde. Sobald dies erfolgt sei, erfahre der Spieler jedoch, dass das Ziel des Spiels letztlich darin bestehe, die Welt und ihre Einwohner auszulöschen. Außerdem werde Phillips zufolge der Eindruck, dass es sich bei den Spielereignissen nur um einen Traum handele, durch die zahlreichen Cameo-Auftritte von Charakteren anderer Nintendo-Reihen verstärkt, darunter Prinzessin Peach, Yoshi, eine Parodie von Dr. Wright aus SimCity (SNES, 1991), die Figur Richard aus Kaeru no Tame ni Kane wa Naru (Game Boy, 1992) sowie Gegner aus dem Super-Mario-Universum.
Die Website VentureBeat erkannte 2011 in der Handlung von Link’s Awakening Elemente, die die Vierte Wand brechen. Ein wesentlicher Teil des Spielablaufs erfordere vom Spieler, herauszufinden, was die Spielwelt tatsächlich ist. Daher seien Meta-Aussagen, die einige Nicht-Spieler-Charaktere (NSCs) im Spiel äußern, von großer Bedeutung. Beispielhaft erwähnte die Website dazu die Erklärung einer Spielfigur im „Mövendorf“, wie der Spielfortschritt gespeichert wird, worauf sie hinzufügt, ein Kind zu sein und die Bedeutung dieser Erklärung nicht zu verstehen. Später fragt dieser Charakter, ob er aufhören werde zu existieren, wenn der Windfisch aufgeweckt wird. Außerdem schrieb VentureBeat, dass in Link’s Awakening ausdrücklich erklärt werde, dass die Spielwelt ein Traum des Windfisches sei. Dennoch gebe es auch Anhaltspunkte dafür, dass es sich tatsächlich um den Traum der Spielfigur handele. Indizien dafür seien, dass die Figur Marin starke Ähnlichkeiten zu Prinzessin Zelda aufweise und dass Links Erzrivale Ganon in Form eines Albtraumes auftauche, den es zu bekämpfen gilt. Somit bleibe unklar, wessen Traum die Handlung von Link’s Awakening tatsächlich sei. Dass Link nach seinem vermeintlichen Erwachen einen Blick auf den Windfisch erhascht, stelle mehr Fragen als es beantworte, da es impliziere, dass es sich bei den Ereignissen doch nicht um einen bloßen Traum gehandelt habe.
Carolyn Petit schrieb 2011 im Rahmen einer GameSpot-Retrospektive zur Zelda-Reihe, dass Link’s Awakening ein mit dem Spielfortschritt ansteigendes Gefühl von Surrealismus erzeuge. Das zentrale Motiv innerhalb des Spiels, das Petit als zum Stil des Twin-Peaks-Schöpfers David Lynch passend empfand, seien Träume. Die Handlung des Spiels konfrontiere den Spieler mit Fragen nach dem Ursprung der Welt sowie mit dem Gefühl, tatsächlich unbeabsichtigt der Antagonist zu sein. Außerdem führe das „ergreifende“ ('poignant') Ende dem Spieler vor Augen, dass alles enden müsse. So kreiere das Spiel eine melancholische Atmosphäre.

### Handlung im Vergleich mit derZelda-Reihe
Die Handlung der ersten drei Zelda-Teile verfolgte das Schema Held rettet Prinzessin. Als vierter Teil der Reihe erzählt Link’s Awakening eine andere Handlung, die Tom Phillips vom Onlineportal Eurogamer 2011 in seiner Retrospektive zum Spiel als düsterer einstuft. Da zentrale Handlungselemente der vorherigen Zelda-Spiele in Link’s Awakening gar nicht auftauchen, erzähle das Spiel eine für sich allein stehende Handlung. Außerdem schrieb Phillips, dass das Spiel den Eindruck eines Ablegers der Zelda-Reihe erzeuge. Gründe dafür seien, dass die Handlung wie eine Nebenerzählung zur Zelda-Saga wirke und der Titel zudem auf einem den Heimkonsolen technisch unterlegenen Handheld erschien. Trotzdem sei es nicht richtig, Link’s Awakening als Ableger abzustempeln. Stattdessen sei es als vollwertiger Titel der Reihe zu betrachten und zeichne sich gerade durch seine Handlung und deren Humor als eines der besten Zelda-Spiele aus.

### Spielprinzip im Vergleich mit derZelda-Reihe
2010 schrieb der IGN-Redakteur Travis Fahs in einer Retrospektive zu der Zelda-Reihe, dass Link’s Awakening im Vergleich zum 16-Bit-Vorgänger A Link to the Past keinen Rückschritt dargestellt habe, obwohl das Spiel für eine 8-Bit-Konsole mit Schwarz-Weiß-Bildschirm entwickelt wurde. Tatsächlich sei es den Entwicklern gelungen, die Spielmechaniken des Vorgängers trotz der hardwarebedingten Einschränkungen ohne große Kompromisse zu übernehmen.
Der Chefredakteur der britischen Spielezeitschrift Edge, Tony Mott, merkte 2011 in 1001 Video Games You Must Play Before You Die an, dass Link’s Awakening trotz der Unterschiede im Vergleich zu den Vorgängern dank der Oberwelt, der Dungeons, der Bossgegner und der Charaktere das sich am deutlichsten an dem ursprünglichen Konzept der Reihe orientierende Zelda-Spiel sei.

### Einfluss auf dieZelda-Reihe
Die von der Seite dargestellten Jump-’n’-Run-Abschnitte im Spiel stellen eine Hommage an Zelda II: The Adventure of Link (NES, 1987) dar. Außerdem führte Link’s Awakening neue Elemente in die Zelda-Reihe ein. So tauchen das Angel-Minispiel des Programmierers Kazuaki Morita sowie die über den ganzen Spielverlauf ausgedehnte Tausch-Quest, eine Idee des Drehbuchautors Kensuke Tanabe, in einigen nachfolgenden Zelda-Spielen auf. Ferner ist der Schild seit Link’s Awakening für den Spieler von größerer Relevanz und in manchen späteren Zelda-Spielen nimmt die Musik eine größere Bedeutung für Handlung und Spielprinzip ein. Darüber hinaus kann der Spieler in Link’s Awakening zum ersten Mal in der Geschichte der Reihe Items frei auf die beiden Tasten A und B ausrüsten, wodurch es ebenfalls erstmals ermöglicht wird, das Schwert nicht ausgerüstet zu haben.
Der spätere Zelda-Produzent Eiji Aonuma äußerte 2009 in einem Interview mit dem Nintendo-Präsidenten Satoru Iwata, welchen Einfluss Link’s Awakening seiner Ansicht nach auf die Reihe ausgeübt habe. Indem die Handlung von Link’s Awakening dank der Inspiration durch Twin Peaks eine andere Richtung als die der Vorgänger eingeschlagen habe, erweitere sie die Grenzen des Zulässigen in einem Zelda-Spiel. Dies habe den Nachfolger Ocarina of Time (N64, 1998) stark geprägt, da Aonuma zufolge jeder Mitwirkende zuvor Link’s Awakening gespielt habe. Daher kam Aonuma zu dem Schluss, dass Ocarina of Time ohne Link’s Awakening ein anderes Spiel sein würde.
Außerdem dienten einige Charaktere als Inspiration für Figuren aus späteren Titeln. So sollen die Charaktere Marin und Tarin den Figuren Malon und Talon aus dem Nachfolger Ocarina of Time Pate gestanden haben und der Uhu soll Vorbild für die Eule Kaepora Gaebora aus Ocarina of Time gewesen sein.

## Nachfolger
Fünf Jahre nach der Erstveröffentlichung von Link’s Awakening setzte Nintendo die Zelda-Reihe mit Ocarina of Time fort, das erstmals in der Geschichte der Serie eine 3D-Perspektive bot. Die nächsten 2D-Teile von The Legend of Zelda waren Oracle of Ages/Oracle of Seasons (GBC, 2001), deren Spielprinzip und Grafik größtenteils aus Link’s Awakening übernommen wurden. Im Hinblick auf die Handlung ist A Link Between Worlds (3DS, 2013) das auf Link’s Awakening folgende Spiel.